# Michele Bartyan

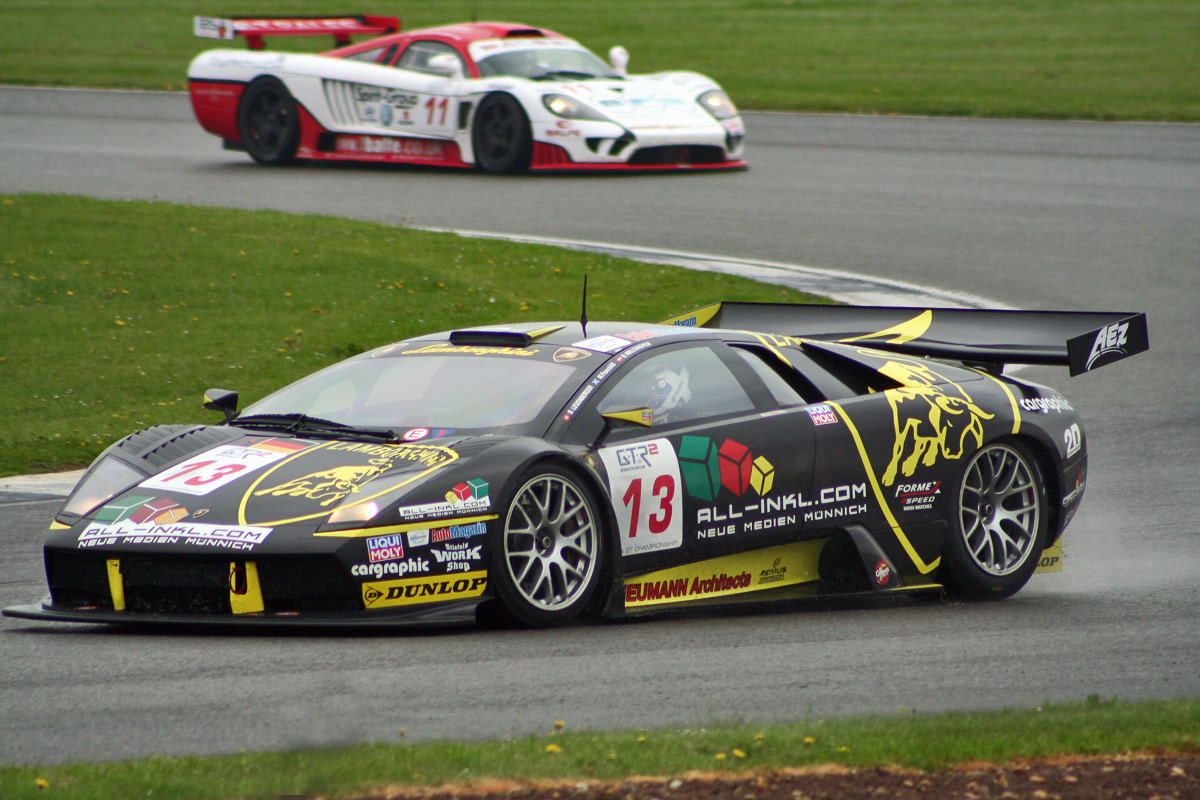
Der Lamborghini Murciélago R-GT von Reiter Engineering, mit dem Michele Bartyan 2006 in der FIA-GT-Meisterschaft an den Start ging

Michele Bartyan (* 23. Juni 1980 in Lodi) ist ein ehemaliger italienischer Autorennfahrer.

## Karriere
Michele Bartyan besitzt neben der italienischen auch die österreichische Staatsbürgerschaft, da er aber eine italienische Fahrerlizenz hatte, ist er nach den Regeln der FIA im Motorsport Italiener. Bartyan begann seine Karriere im Jahre 2000 in der italienischen Formel-Ford-Meisterschaft und bestritt Autorennen bis zum Ablauf des Jahres 2006. Neben der Formel Ford, er wurde Dritter in der Gesamtwertung, beteiligte er sich in seinem ersten Rennjahr am italienischen VW-Lupo-Cup, den er als Gesamtneunter beendete. 2001 fuhr ein weiteres Jahr in der Formel Ford und wurde in der heimischen Meisterschaft diesmal Gesamtzweiter. Über die Formel Renault sollte der weitere Weg in die höheren Monoposto-Klassen führen, allerdings hinderte mangelndes Sponsorgeld das weitere Fortkommen.
Bartyan stieg daher 2004 in die kostengünstigere Tourenwagen-Europameisterschaft ein. Er fuhr dort einen Alfa Romeo 156 und wurde am Ende des Jahres Gesamtfünfter in der Independents Trophy.
2005 wurde er Werksfahrer bei der BMS Scuderia Italia und erzielte bei 18 Starts 12 Podiumsplatzierungen (darunter vier Siege) in der Le Mans Series und der italienischen GT-Meisterschaft. In der Le Mans Series gewann er gemeinsam mit Christian Pescatori und Toni Seiler die Fahrergesamtwertung der GT1-Klasse. Außerdem bestritt der für die Scuderia das 24-Stunden-Rennen von Le Mans. 2006 gewann er die Gesamtwertung der International GT Open und trat Ende des Jahres, mit nur 26 Jahren, vom Rennsport zurück.

## Statistik

### Le-Mans-Ergebnisse
| Jahr | Team                | Fahrzeug                  | Teamkollege      | Teamkollege | Platzierung | Ausfallgrund |
| ---- | ------------------- | ------------------------- | ---------------- | ----------- | ----------- | ------------ |
| 2005 | BMS Scuderia Italia | Ferrari 550 GTS Maranello | Matteo Malucelli | Toni Seiler | Ausfall     | Unfall       |